# Зачинский, Адам Францевич
Адам Францевич Зачинский (1854, Гродненская губерния — 4 [17] января 1908, Юрьев) — российский юрист-процессуалист.

## Биография
Родился в 1854 году; происходил из дворян Гродненской губернии. Среднее образование получил в Гродненской гимназии, которую окончил в 1874 году с золотой медалью. Затем учился на юридическом факультете Московского университета (1874—1878), который окончил со степенью кандидата прав. Был оставлен спидендиатом при Московском университете (1880) для приготовления к профессорскому званию.
После сдачи магистерского экзамена в 1883 году был командирован на два года для учёбы за границу. Занимался в Гейдельбергском, Венском, Парижском и Грацском университетах, где слушал общие и специальные курсы по философии и правоведению. По возвращении в 1886 году получил должность приват-доцента в Московском университете и в том же году был избран советом Демидовского юридического лицея для чтения уголовного судопроизводства в должности приват-доцента. Пробыв преподавателем лицея три года, перешёл в Московский университет на ту же должность. Но в том же 1888 году был назначен в Юрьевский университет, на только что учреждённую кафедру энциклопедии права, сперва доцентом, с 1893 года — и. д. экстраординарного профессора. Преподавал в университете энциклопедию права и историю философии права, а также курсы уголовного права и судопроизводства. Был командирован с научной целью за границу (1893—1894) для занятий в библиотеках Берлина, Вены и Парижа. Состоял профессором Юрьевского университета до своей смерти.
Состоял действительным членом Московского юридического общества (1880—1891) и действительным членом Юрьевского учебно-литературного общества (с 1897). Избирался почётным мировым судьёй округа (с 1892) и директором юрьевского отделения попечительного общества о тюрьмах.
Опубликовал «О начале государственного обвинения» (Ярославль, 1887) и «Уголовное судопроизводство» (Ярославль, 1888).
Умер в Юрьеве 4 (17) января 1908 года, через несколько дней после выхода в отставку.